# USS Sentry (1989)
USS Sentry (MCM-3) (Nederlands: schildwacht) was een Amerikaanse marineschip van de Avengerklasse. Het schip is zo ingericht dat het als mijnenveger en mijnenjager kan worden gebruikt. De Sentry, gebouwd door Peterson Builders, Sturgeon Bay, is het tweede schip bij de Amerikaanse marine met deze naam.
De Sentry is onderdeel van de Amerikaanse reservevloot en wordt daar gebruikt voor het trainen van de reservisten.